# Igor Mihajlovski
Igor Mihajlovski (en macédonien : Игор Михајловски), né le 24 décembre 1973 à Kumanovo, en république fédérative socialiste de Yougoslavie, est un joueur et entraîneur de basket-ball macédonien. Il évolue durant sa carrière au poste d'ailier fort.

## Palmarès
- Champion de Yougoslavie 1992
- Coupe de Yougoslavie 1992
- Ligue des champions d'Europe 1992
- Champion de Macédoine 1998, 1999
- Coupe de Macédoine 1997, 1998